# آبگرمک (اندیکا)
آبگرمک، روستایی از توابع بخش چلو شهرستان اندیکا در استان خوزستان ایران است.	

## جمعیت
این روستا در دهستان چلو قرار دارد و براساس سرشماری مرکز آمار ایران در سال ۱۳۸۵، جمعیت آن ۴۰ نفر (۷خانوار) بوده‌است.